# Дворяківська Наталія Віталіївна
Наталія Віталіївна Дворяківська (нар. 16 березня 1970, Київ) — українська художниця, майстриня декоративного розпису, членкиня Національної спілки майстрів народного мистецтва України з 2004 року.

## Життєпис
1991 року закінчила Київський художньо-промисловий технікум. Займається творчою діяльністю, бере участь у всеукраїнських мистецьких виставках з 1993 року. Персональні виставки відбулися в Києві у 2003 та 2005 роках.

## Творчість
Працює в унікальній техніці, що базується на традиціях народного настінного розпису водяними фарбами на білій глині. Окрім цього, створює розписи на дереві, а також картини на полотні та глині, використовуючи темперу. Її роботи відображають народні обряди, свята, біблійні, пісенні та історичні сюжети. Серед виробів — ангели, жіночі фігурки, миколайчики, розписані горщики, свічники, тарілки, птахи, писанки, дзвоники, весільні скрині.
Деякі її твори зберігаються в Національному музеї народної архітектури та побуту України в Києві.
Окремі роботи:
- розписи інтер'єру бібліотеки ім. М. Драгоманова (Гадяч, Полтавська обл., 1992), етнографічної хати в Музеї народної архітектури і побуту України (Київ, 1997), Покровської церкви (Гребінки, Київська обл., 2002, у співавторстві), бенкетного залу оздоровчого комплексу «Богатир» (Хотів, Київська обл., 2006);
- триптих «Весілля» (1993);
- картини «Колядники» (1996, 2003), «Різдво» (1996), «Архістратиг Михаїл — охоронець Києва» (2001), «Коляда», «Різдво» (обидві — 2002), «Покрова» (2003), «Великодні дзвони» (2004).